# Hexatoma azrael
Hexatoma azrael là một loài ruồi trong họ Limoniidae. Chúng phân bố ở miền Tân bắc.